# Piotr Konieczny (informatyk)
Piotr Konieczny (ur. 31 października 1984) – polski informatyk, ekspert ds. bezpieczeństwa komputerowego, założyciel polskiego serwisu o bezpieczeństwie teleinformatycznym Niebezpiecznik.pl, youtuber.

## Życiorys i kariera
Konieczny studiował na Akademii Górniczo-Hutniczej w Krakowie, ale skończył Uniwersytet Kaledoński w Glasgow (Szkocja). Był prelegentem na konferencjach związanych z cyberbezpieczeństwem. Udzielał się także jako konsultant i zajmował się informatyką śledczą, pomagał polskim i zagranicznym przedsiębiorstwom w zabezpieczaniu sieci oraz serwisów internetowych. W swojej działalności (m.in. przez serwis niebezpiecznik.pl czy cykl wykładów Jak nie dać się zhackować?) starał się uświadomić ludziom istnienie zagrożeń, na które mogą być narażeni korzystając z sieci. Był wielokrotnie zapraszany przez telewizję i radio jako ekspert ds. bezpieczeństwa komputerowego. Pojawił się także jako postać w komiksie Róża, a co chcesz wiedzieć? Część 2, gdzie został autorem rozdziału o cyberbezpieczeństwie.

## Wyróżnienia
Piotr Konieczny został laureatem prestiżowej nagrody Digital Shapers 2018, nad którą patronat medialny sprawują magazyny o tematyce biznesowej, „Forbes” i „Business Insider”. Był trzykrotnie prelegentem podczas polskiej edycji konferencji TEDx, które odbyły się w Poznaniu (2010), na Politechnice Wrocławskiej oraz w Katowicach (obie w 2019).